# Prix littéraires du Gouverneur général 2015
Les finalistes aux Prix littéraires du Gouverneur général pour 2015, un des principaux prix littéraires canadiens, ont été annoncés le 7 octobre 2015. Les lauréats ont été annoncés le 28 octobre 2015.

## Français

### Prix du Gouverneur général: romans et nouvelles de langue française
- Nicolas Dickner, Six degrés de liberté
- Françoise de Luca, Sena
- Marilyne Fortin, La Fabrica
- Catherine Harton, Traité des peaux
- Dominique Scali, À la recherche de New Babylon

### Prix du Gouverneur général: poésie de langue française
- Joël Pourbaix, Le mal du pays est un art oublié
- Martine Audet, Tête première / Dos / Contre dos
- François Baril Pelletier, Les Trésors tamisés
- Jean-Philippe Dupuis, Langue maternelle
- René Lapierre, La Carte des feux

### Prix du Gouverneur général: théâtre de langue française
- Fabien Cloutier, Pour réussir un poulet
- Simon Boudreault, En cas de pluie, aucun remboursement
- Jean-Rock Gaudreault, Jouez, monsieur Molière!
- Annick Lefebvre, J'accuse
- Olivier Sylvestre, La Beauté du monde

### Prix du Gouverneur général: études et essais de langue française
- Jean-Philippe Warren, Honoré Beaugrand : La plume et l'épée (1848-1906)
- Alain Asselin, Jacques Cayouette et Jacques Mathieu, Curieuses histoires de plantes du Canada, tome 1
- Ying Chen, La Lenteur des montagnes
- Chantal Savoie, Les Femmes de lettres canadiennes-françaises au tournant du XXe siècle
- Patricia Smart, De Marie de l'Incarnation à Nelly Arcan; Se dire, se faire par l'écriture intime

### Prix du Gouverneur général: littérature jeunesse de langue française - texte
- Louis-Philippe Hébert, Marie Réparatrice
- Camille Bouchard, Les Forces du désordre
- Denis Côté, Dessine-moi un martien
- Roger Des Roches, Boîtamémoire
- Sandra Dussault, Direction Saint-Creux-des-Meuh-Meuh

### Prix du Gouverneur général: littérature jeunesse de langue française - illustration
- André Marois et Patrick Doyon, Le Voleur de sandwichs
- Jacques Goldstyn, L'Arbragan
- Mireille Levert, Quand j'écris avec mon cœur
- Mélanie Perreault and Marion Arbona, Rosalie entre chien et chat
- Renée Robitaille and Philippe Béha, Douze oiseaux

### Prix du Gouverneur général: traduction de l'anglais vers le français
- Lori Saint-Martin et Paul Gagné, Solomon Gursky (Mordecai Richler, Solomon Gursky Was Here)
- Christiane Duchesne, Élisabeth dans le pétrin (Susan Glickman, Bernadette in the Doghouse)
- Catherine Ego, Voisins et Ennemis. La Guerre de sécession et l'invention du Canada (John Boyko, Blood and Daring : How Canada Fought the American Civil War and Forged a Nation)
- Marie Frankland, MxT (Sina Queyras, MxT)
- Rachel Martinez, Ma vie (racontée malgré moi) par Henry K. Larsen (Susin Nielsen, The Reluctant Journal of Henry K. Larsen)

## Anglais

### Prix du Gouverneur général: romans et nouvelles de langue anglaise
- Guy Vanderhaeghe,  Daddy Lenin and Other Stories
- Kate Cayley, How You Were Born
- Rachel Cusk, Outline
- Helen Humphreys, The Evening Chorus
- Clifford Jackman, The Winter Family

### Prix du Gouverneur général: poésie de langue anglaise
- Robyn Sarah, My Shoes Are Killing Me
- Kayla Czaga, For Your Safety Please Hold On
- Liz Howard, Infinite Citizen of the Shaking Tent
- M. Travis Lane, Crossover
- Patrick Lane, Washita

### Prix du Gouverneur général: théâtre de langue anglaise
- David Yee, carried away on the crest of a wave
- Beth Graham, The Gravitational Pull of Bernice Trimble
- Tara Grammy et Tom Arthur Davis, Mahmoud
- Bryden MacDonald, Odd Ducks
- Marcus Youssef et James Long, Winners and Losers

### Prix du Gouverneur général: études et essais de langue anglaise
- Mark L. Winston, Bee Time: Lessons from the Hive
- Ted Bishop, The Social Life of Ink: Culture, Wonder, and Our Relationship with the Written Word
- David Halton, Dispatches from the Front: Matthew Halton, Canada's Voice at War
- Michael Harris (en), Party of One: Stephen Harper and Canada's Radical Makeover
- Armand Garnet Ruffo, Norval Morrisseau: Man Changing into Thunderbird

### Prix du Gouverneur général: littérature jeunesse de langue anglaise - texte
- Raziel Reid, When Everything Feels Like the Movies
- Jonathan Auxier, The Night Gardener
- Lesley Choyce, Jeremy Stone
- Rachel Qitsualik-Tinsley et Sean Qitsualik-Tinsley, Skraelings
- Mariko Tamaki, This One Summer

### Prix du Gouverneur général: littérature jeunesse de langue anglaise - illustration
- Jillian Tamaki, This One Summer
- Marie-Louise Gay, Any Questions?
- Qin Leng, Hana Hashimoto, Sixth Violin
- Renata Liwska, Once Upon a Memory
- Julie Morstad, Julia, Child

### Prix du Gouverneur général: traduction du français vers l'anglais
- Rhonda Mullins, Twenty-One Cardinals (Jocelyne Saucier, Les Héritiers de la mine)
- David Scott Hamilton, Captive (Claudine Dumont, Anabiose)
- Lazer Lederhendler, The Lake (Perrine Leblanc, Malabourg)
- Susan Ouriou et Christelle Morelli, Stolen Sisters: The Story of Two Missing Girls, Their Families and How Canada Has Failed Indigenous Women (Emmanuelle Walter, Sœurs volées: Enquête sur un féminicide au Canada)
- Donald Winkler, Arvida (Samuel Archibald, Arvida)